# Liste von Kirschsorten
Die Liste von Kirschsorten nennt Abkömmlinge der Sauerkirsche und der Süßkirsche.

## Sauerkirschsorten
| Sorte                    | Synonyme | Kirschwoche    | Bild | Herkunft    |
| ------------------------ | --- | -------------- | ---- | ----------- |
| Achat                    | | 5.             |      | Deutschland |
| Csengödi                 | | 3.–4.          |      | Ungarn      |
| Enikeev's Memory         | |                |      | Russland    |
| Favorit                  | | 3.–4.          |      | Ungarn      |
| Gerema                   | | 8.             |      | Deutschland |
| Große Montmorency        | Große Glaskirsche von Montmorency | 6.             |      | Frankreich  |
| Jade                     | | 6.             |      | Deutschland |
| Jachim                   | | 5.–6.          |      | Deutschland |
| Karneol                  | | 7.             |      | Deutschland |
| Königin Hortense         | | 3.–4.          |      | Frankreich  |
| Köröser Weichsel         | Kereska | 4.–5.          |      | Ungarn      |
| Korund                   | | 6.             |      | Deutschland |
| Kütahya                  | |                |      | Anatolien   |
| Leopoldskirsche          | Röhrigs Weichsel, Beutelspacher Rexelle, Fanal, Heimanns Rubinweichsel, Heimanns Konservenweichsel, Heimann 23, Heimann 26, Brüsseler Braune | 4.–5., 6., 7.? |      | Deutschland |
| Lövöpetri                | | 6.             |      | Ungarn      |
| Ludwigs Frühe            | | 1.–2.          |      | Frankreich  |
| Lyubsky                  | |                |      | Russland    |
| Maraska-Kirsche          | |                |      | Kroatien    |
| Morellenfeuer            | Kelleriis 16 | 4.–5.          |      | Dänemark    |
| Meteor                   | | 6.–7.          |      | USA         |
| Morina                   | | 6.             |      | Deutschland |
| Oblačinska               | |                |      | Serbien     |
| Ostheimer Weichsel       | Naumburger Ostheimer | 5.             |      | Deutschland |
| Rorschacher Süßweichsel  | | 4.–5.          |      | Schweiz     |
| Rote Maikirsche          | Maiammer, Royal hative, May Duke | 2.             |      | Deutschland |
| Rote Muskateller         | | 4.             |      | Deutschland |
| Rusinka                  | |                |      | Russland    |
| Safir                    | | 5.–6.          |      | Deutschland |
| Schattenmorelle          | | 6.–7.          |      | Frankreich  |
| Schwäbische Weinweichsel | | 5.–6.          |      | Deutschland |
| Spinell                  | | 5.             |      | Deutschland |
| Stevnsbær                | Løvskal, Heeringbær | 7.             |      | Dänemark    |
| Topas                    | | 6.             |      | Deutschland |
| Turgenev                 | |                |      | Russland    |
| Ungarische Traubige      | | 7.             |      | Ungarn      |
| Vowi                     | | 6.             |      | Deutschland |
| Youth                    | |                |      | Russland    |
| Zhukovsky                | |                |      | Russland    |

## Süßkirschsorten
| Sorte                                | Synonyme | Kirschwoche        | Bild | Herkunft               |
| ------------------------------------ | --- | ------------------ | ---- | ---------------------- |
| Adlerkirsche von Bärtschi            | Bronnerkirsche, Besigheimer Braune | 5. – 6.            |      | Schweiz                |
| Adriana                              | | 4. – 5.            |      | Italien                |
| Allers Späte                         | | 7.                 |      | Deutschland            |
| Alma                                 | | 6.                 |      | Deutschland            |
| Annabella                            | | 4. – 5.            |      | Deutschland            |
| Areko                                | | 5.                 |      | Deutschland            |
| Aryana                               | | 2. – 3.            |      | Italien                |
| Badeborner Schwarze Knorpelkirsche   | Badeborner Dunkelbraune Knorpel, Farnstädter Schwarze | 4. – 6.            |      | Deutschland            |
| Basler Langstieler                   | | 5. – 6.            |      | Schweiz                |
| Bedford Prolific                     | Ronald's Heart, Roundel A, | 5. – 6.            |      | England                |
| Benjaminler                          | | 6. – 7.            |      | Deutschland            |
| Bianca                               | | 7. – 8.            |      | Deutschland            |
| Bing                                 | | 5.                 |      | USA                    |
| Braunauer Kirsche                    | Brunokirsche | 2. – 3.            |      | Deutschland            |
| Büttners Rote Knorpelkirsche         | Altenburger Melonenkirsche, Querfurter Königskirsche, Witzenhäuser Königskirsche | 5.                 |      | Deutschland            |
| Burlat                               | Bigarreau Burlat, Hativ Burlat | 2.                 |      | Frankreich             |
| Carmen                               | | 3.                 |      | Ungarn                 |
| Celeste                              | | 3.                 |      | Kanada                 |
| Christiana                           | | 5.                 |      |                        |
| Coburger Maiherz – Typ Sahlis-Kohren | Altländer Hedelfinger, Braune aus Buhlbronn, Falsche Hedelfinger, Frühe Hedelfinger, Harlemer, Lahnsteiner, Murgtalperle, Witzenhäuser Frühe | 1. – 2.            |      | Unbekannt              |
| Dolleseppler                         | | 4.                 |      | Deutschland            |
| Dönissens gelbe Knorpelkirsche       | Bernsteinkirsche, Honigkirsche, Wachskirsche, Schwefelkirsche, Weißkirsche | 5. – 6.            |      | Deutschland            |
| Dudenrother Knorpelkirsche           | Sölderholzer Bunte | 5. – 6.            |      | Deutschland            |
| Early Korvik                         | | 4.                 |      | Tschechien             |
| Earlise                              | | 1. – 2.            |      | Frankreich             |
| Erika                                | | 3. – 4.            |      | Deutschland            |
| Esslinger Schecken                   | | 2. – 4.            |      | Deutschland            |
| Fernier                              | | 4. – 5.            |      | Frankreich             |
| Fertard                              | | 7.                 |      | Frankreich             |
| Flamentiner                          | Türkine | 2. – 3.            |      | Frankreich             |
| Frühe Meckenheimer                   | | 2. – 3.            |      | Deutschland            |
| Früheste der Mark                    | Speyerer Maikirsche | 1.                 |      | Deutschland            |
| Garrns Bunte                         | | 2.                 |      | Deutschland            |
| Geisepitter                          | Gaisepitter, Geisepeter, Bornhofener, Kamper Rote, Bickes, Bigges | 1. – 2.            |      | Deutschland            |
| Giorgia                              | | 3. – 4.            |      | Italien                |
| Grevenbroicher Knorpelkirsche        | | 6. – 8. folgernd   |      | Deutschland            |
| Grolls Schwarze                      | Gubener Schwarze, Hepsisauer Kurzstiel, Effeltricher, Badacsoner, Noir de Guben, Bernsteinkirsche | 6.                 |      | Deutschland            |
| Große Germersdorfer                  | Germersdorfer Riesen, Mertschings Sämling | 4. – 5.            |      | Deutschland            |
| Große Prinzessin                     | Napoleonskirsche, Kaiserkirsche, Königskirsche, Kaiser Franz Kirsche, Royal Ann, Emperor Francis, Lauermanns Kirsche, Dunajka, Bigarreau Napoleon, Wienerin, Herites, Labermannskirsche, Speckkirsche, Spiegelkirsche, Hühnerherz, Esperens Knorpelkirsche | 4. – 5.            |      | Holland                |
| Große Schwarze Knorpelkirsche        | Prinzenkirsche, Braune Prinzer, Schwarze Lothkirsche, Schwarze von Lobenrot, Braune Knorpel | 6.                 |      | Frankreich             |
| Hans Hamm                            | Hans Hamm, Hans Hamm Blanke, Späte Blanke, Bittere Blanke | 6.                 |      | Deutschland            |
| Haumüllers Mitteldicke               | | 4. – 5.            |      | Deutschland            |
| Hedelfinger Riesenkirsche            | Wahlerkirsche, Spiegelkirsche, Nußdorfer Schwarze, Abels Späte, Froschmaul, Glemser, Bigarreau von Oerdingen | 5. – 6.            |      | Deutschland            |
| Hertford                             | | 3. – 4.            |      | England                |
| Hudson                               | | 8.                 |      | USA                    |
| Jaboulay                             | Bigarreau de Lyon, Hative de Lyon, Ramon Oliva, Kösters Schwarze aus Frömmern | 2. – 3. folgernd   |      | Frankreich             |
| Johanna                              | | 3. – 4.            |      | Deutschland            |
| Jorker Späte                         | | 7.                 |      | Deutschland            |
| Karina                               | | 7.                 |      | Deutschland            |
| Kassins Frühe Herzkirsche            | Kassins Frühe | 1. – 2. folgernd   |      | Deutschland            |
| Kesterter Schwarze                   | Kesterter Schwarze | 2. – 3.            |      | Deutschland            |
| Knauffs Schwarze                     | Knauffs Riesenkirsche, Wendershäuser Fruchtbare, Wendershäuser Ertragreiche, Forchheimer Maschen | 2. – 4. folgernd   |      | Deutschland            |
| Kordia                               | Techlo, Techlovicka II | 6. folgernd        |      | Tschechien             |
| Kunzes Gute                          | Kunze, Kunzes Gute, Nazarbek-Knorpel | 5.-6.              |      | Usbekistan, Kasachstan |
| Lapins                               | | 6. – 7.            |      | Kanada                 |
| Marysa                               | | 3. – 4. folgernd   |      | Italien                |
| Merchant                             | | 3. – 4.            |      | England                |
| Merton Glory                         | | 3.                 |      | England                |
| Merton Late                          | | 9.                 |      | England                |
| Merton Premier                       | Merton 418 | 3. – 4.            |      | England                |
| Nadino                               | | 5.                 |      | Deutschland            |
| Namare                               | | 5. – 6.            |      | Deutschland            |
| Nanni                                | | 3.                 |      | Deutschland            |
| Naprumi                              | | 2. – 3.            |      | Deutschland            |
| Narana                               | | 2.                 |      | Deutschland            |
| Ochsenherzkirsche                    | Schwarzes Taubenherz, Große schwarze Herzkirsche, Guigne de Boeufs, Ox Heart, Lions Heart, Bullocks Heart, Very Large Heart | 3.                 |      | Deutschland            |
| Oktavia                              | | 6. folgernd        |      | Deutschland            |
| Poisdel                              | | 3. – 4.            |      | Frankreich             |
| Rainier                              | | 1.                 |      | Frankreich             |
| Rivers Frühe                         | | 2.                 |      | Deutschland            |
| Regina                               | | 6. – 8. folgernd   |      | Deutschland            |
| Rote Späternte                       | | 10. – 12. folgernd |      | Deutschland            |
| Rube                                 | | 5.                 |      | Deutschland            |
| Rubin                                | | 6.                 |      | Rumänien               |
| Sam                                  | | 3. – 5.            |      | Kanada                 |
| Samba                                | | 3. – 4.            |      | Kanada                 |
| Satin                                | Sumele | 4. – 5.            |      | Kanada                 |
| Schmahlfelds Schwarze                | Schmahlfelds Braune | 4. einheitlich     |      | Deutschland            |
| Schneiders späte Knorpelkirsche      | Kaukasische, Nürtinger Risenkirsche, Zeppelin, Nordwunder, Napoleon (in der Türkei), Haumüller (fälschlich), Große Germersdorfer (fälschlich) | 6. – 7. folgernd   |      | Deutschland            |
| Schreckens Kirsche                   | Grafenburger Frühkirsche, Bernhard Nette | 2. – 3.            |      | Deutschland            |
| Skeena                               | | 6.                 |      | Kanada                 |
| Staccato                             | | 9. – 10. folgernd  |      | Kanada                 |
| Starking Hardy Giant                 | | 7.                 |      | USA                    |
| Starkrimson Sweet Cherry             | | 5.                 |      | USA                    |
| Stechmanns Bunte                     | | 4.                 |      | Deutschland            |
| Stella                               | | 6.                 |      | Kanada                 |
| Summit                               | | 4. – 5.            |      | Kanada                 |
| Sunburst                             | | 4. – 5.            |      | Kanada                 |
| Sweetheart                           | | 7. – 8.            |      | Kanada                 |
| Tamara                               | | 5. – 6.            |      | Tschechien             |
| Teickners Schwarze Herzkirsche       | | 2.                 |      | Deutschland            |
| Tilgeners Rote Herzkirsche           | | 3. – 4.            |      | Deutschland            |
| Uhlhorns Wunderkirsche               | | 2. – 4.            |      | Deutschland            |
| Unterländer Kirsche                  | | 4. – 5.            |      | Deutschland            |
| Valeska                              | | 3. – 5. folgernd   |      | Deutschland            |
| Valina                               | | 6. – 7.            |      | Italien                |
| Van                                  | | 4. – 5.            |      | Kanada                 |
| Vanda                                | | 4.                 |      | Tschechien             |
| Vic                                  | | 7.                 |      | Kanada                 |
| Viola                                | | 6. – 7.            |      | Deutschland            |
| Werdersche Braune                    | Witzenhäuser Riesen, Oberrieder Doktorkirsche, Dunkle Wahlhäuser | 3. – 4.            |      | Unbekannt              |
| Wölflisteiner                        | | 5. – 6.            |      | Schweiz                |